# Pârscov
Pârscov is een Roemeense gemeente in het district Buzău.
Pârscov telt 6098 inwoners.